# 軽量盛土
軽量盛土（けいりょうもりど）とは、軟弱地盤、地滑り地帯、急傾斜地等従来の土を使った盛土施工が困難な場合に、軽量な素材を使って地山や周辺に影響を与えないようにする盛土の施工方法である。素材として発泡スチロール、気泡混合軽量土（エアモルタル等）、ウレタン等が使われている。

## 材料
軽量盛土の材料は、軽量材を土に置き換える工法と、土に気泡等の軽量化材を混合した軽量混合土を用いる方法に分けられる。

### 軽量材
- 発泡スチロール（EPS）
- 発泡ウレタン
- 水砕スラグ
- 石炭灰
- 火山灰
- 廃ガラス
- タイヤチップ

### 軽量混合土
- 気泡混合軽量土（土、水、気泡、固化材を混合したもの）
- 発泡ビーズ混合軽量土（土、固化材、発泡ビーズ、添加剤を混合したもの）

## 利用事例
- 東京国際空港（羽田空港）護岸工事[2][3]
- 磐越自動車道新潟中央IC - 日本で初めて高速道路にEPS工法を適用した地点[4]